# シャルトリューズ
- シャルトルーズ
- シャトルーズ

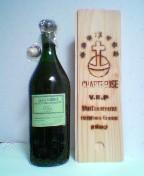
シャルトリューズ
ヴェールVEP

シャルトリューズ (Chartreuse) は、カルトジオ会に伝えられた薬草系リキュールの銘酒で、「リキュールの女王」とも称される。エリクサーの一種であり、フランスを代表するリキュールのひとつとされる。シャルトルーズまたはシャトルーズと表記されることもある。
基本的にストレートで飲まれるが、カクテルの材料として用いられることもある。

## 歴史
シャルトリューズの製造の歴史は裏づけとなる資料は残っていないが、伝承によると1605年にフランス王アンリ4世の愛妾ガブリエル・デストレの兄であるフランソワ・アンニバル・デストレが、ヴォヴェール（fr）にあったカルトジオ会の修道院にどこからか伝えたと言われる。または同年ヴォワロンのジェローム・モベークが製法を編み出したとも言われる。
本山であったグランド・シャルトルーズに伝わったのは1735年で、当時は薬用とされ販売はされなかったが、やがて修道士が小規模に売り歩くようにもなった。
1789年のフランス革命で修道院が解散させられるとその後は紆余曲折（次節「フランス革命以後の詳細」参照）を経てヴォワロンで製造されることとなった。21世紀の現在でもこの地で製造が続けられており、無料の見学会も開催されている。

### フランス革命以後の詳細
フランス革命で修道院が閉鎖されると、修道士は製法を記した写本をグルノーブルの病院に託した。しかし現地の薬剤師はこれを活用することはなく、ただ1810年に古文書として保管するよう帝国内務省に送付。翌年、保管の懸案は内務大臣により却下、グルノーブルに返還されたので現地の助任司祭が保管することにした。戻ってきた修道士がこの写本をもとに1835年に再び製造を始め、その後1830年ごろに偶々試飲した将校が美味さに感動し、広く世間に知らしめ始めた。しかし1900年初頭の政教分離により1903年には再び修道会は解散させられ修道士たちはスペインのタラゴナへ移住し酒造を継続した。15年ほどこの地で酒造を継続したが、シャルトリューズの名は使用できなかった。タラゴナからフランスへもどるとマルセイユを経てグランド・シャルトルーズ近くで事業を再開したが、1930年代に地すべりによって工場が被災、最終的にヴォワロンに戻って工場を復興し現在に至る。

## 製法
詳細な製造法は明らかにされておらず、1985年現在でもシャルトルーズ修道院の修道士3人のみが知る秘伝となっている。ブランデーをベースとして、砂糖およびアンゼリカ（セイヨウトウキ）、シナモン、ナツメグをはじめとする130種類のハーブを加え、樽で熟成される。5回の浸漬と4回の蒸留を経て調製されるということだけが公開されている。
40人ほどの修道士による上工程により生産された成分を、秘伝を知る2,3人の修道士が混ぜる。熟成は最低でも3年、VEPは12年である。

## 種類
ヴェール（緑）、ジョーヌ（黄）
大きく分けてこの2種類があり、ヴェールはスパイシーでハーブの香りが豊かである。ジョーヌは蜂蜜の甘味が強くまろやかな味わいである。アルコール度数はヴェールが55度、ジョーヌが40度。
ヴェールVEP、ジョーヌVEP
ヴェール・ジョーヌそれぞれを、大樽で12年以上の期間熟成を行った高級品。アルコール度数はヴェールが54度、ジョーヌが42度。
エリクシル・ヴェジェタル（植物の霊薬の意）
ヴェール・ジョーヌとはまた異なる、原初の製法に近い処方で作られるもので、甘味はかなり弱く、ハーブ香が強い。アルコール度数は71度。
スプーンに注いで砂糖を浸して飲む。
ナインス・センティネアー
1084年のシャルトリューズ修道院創設から900周年を記念して1984年にリリースされたもので、ヴェールとジョーヌの中間のような味。アルコール度数は47度。
エピスコ・パレ (EPISCOPALE)
2003年に発売された5000本限定品で、350ml入りのロットナンバーを刻印した銀メッキボトルに、ヴェール1/3、ジョーヌ2/3をブレンドしたものが詰められている。アルコール度数は45度。
1605
シャルトリューズの最初の処方が作成されたとする1605年から400周年を記念して2005年にリリースされたもので、1605年の製法を再現したという。アルコール度数は56度。エリクシル・ヴェジェタルとヴェールの中間的な味わい。